# Llanera de Ranes (kommunhuvudort)
Llanera de Ranes är en kommunhuvudort i Spanien.   Den ligger i provinsen Província de València och regionen Valencia, i den östra delen av landet, 300 km sydost om huvudstaden Madrid. Llanera de Ranes ligger 164 meter över havet och antalet invånare är 1 059.
Terrängen runt Llanera de Ranes är huvudsakligen kuperad, men den allra närmaste omgivningen är platt. Runt Llanera de Ranes är det tätbefolkat, med 369 invånare per kvadratkilometer. Närmaste större samhälle är Ontinyent, 19,4 km söder om Llanera de Ranes. Trakten runt Llanera de Ranes består till största delen av jordbruksmark.